# James Hampton
James Wade Hampton (Oklahoma City, 9 de julho de 1936 – Fort Worth, 7 de abril de 2021) foi um ator, diretor de televisão e roteirista estadunidense. Recebeu uma indicação ao Prêmio Globo de Ouro, na categoria melhor ator revelação pelo filme Golpe Baixo. Formou-se em artes cênicas pela University of North Texas.
Trabalhou em dezenas de produções do cinema e televisão como: Soldier Blue, The China Syndrome, Hangar 18, Condorman, Teen Wolf, Police Academy 5: Assignment Miami Beach, Gunsmoke, Cimarron Strip, Mannix, The Rockford Files, entre tantos.
Morreu em 7 de abril de 2021 em Fort Worth, aos 84 anos de idade, de complicações da doença de Parkinson.